# رومان حسین‌اف
رومان حسین‌اف (ترکی آذربایجانی: Roman Hüseynov؛ زادهٔ ۲۶ دسامبر ۱۹۹۷) بازیکن فوتبال است.
وی همچنین در تیم‌های ملی فوتبال زیر ۱۷ سال جمهوری آذربایجان و زیر ۱۹ سال جمهوری آذربایجان بازی کرده‌است.